# 後方乱気流

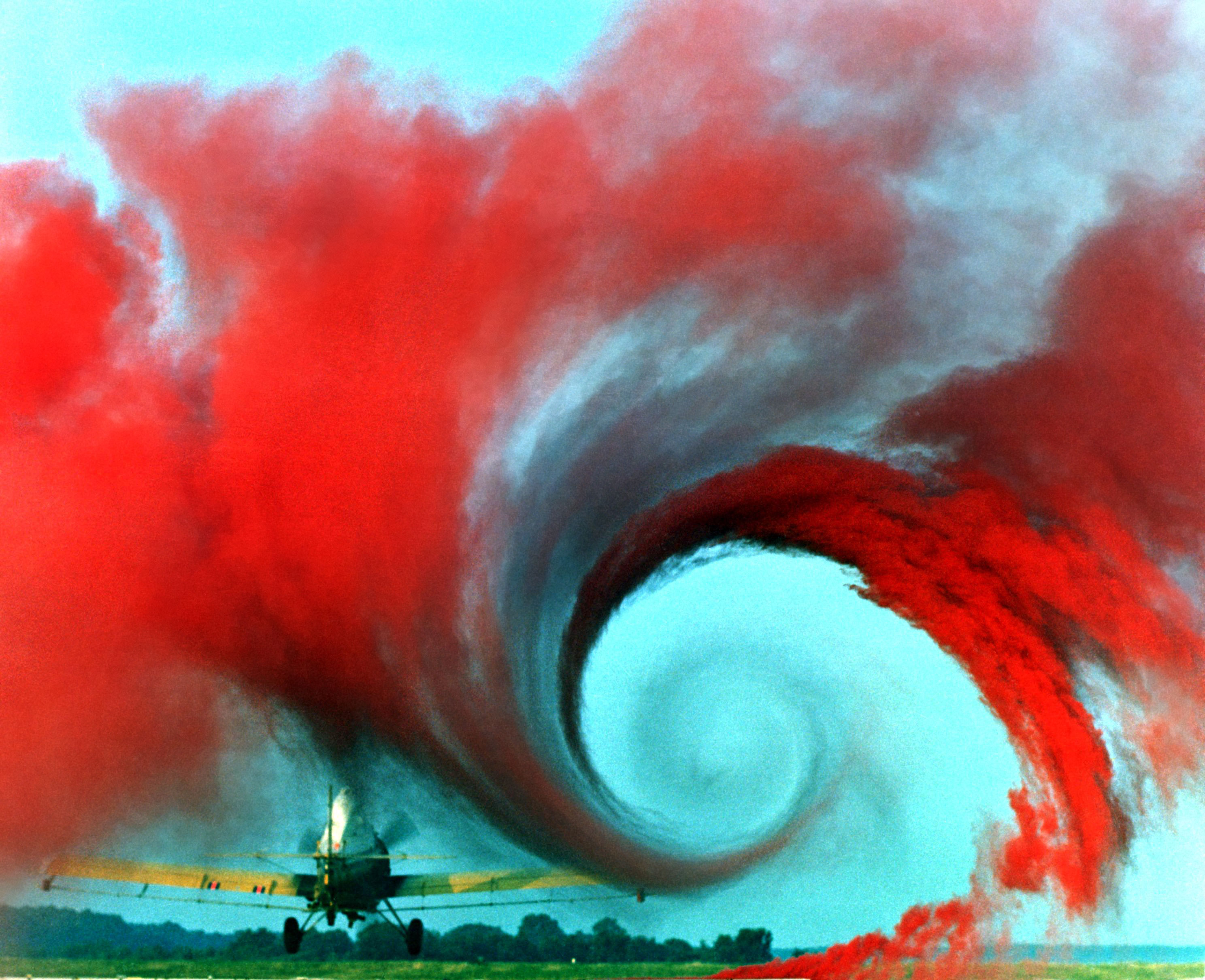
赤い煙により可視化された農業用航空機の後方乱気流

後方乱気流（こうほうらんきりゅう、英: wake turbulence）は、航空機の運航によって引き起こされる乱気流のことである。その中には翼の上下面の圧力差によってその背後に発生する気流の渦（翼端渦）や、ジェットエンジンのジェットブラスト、ヘリコプターのダウンウォッシュなどがある。

## 翼端渦の概要

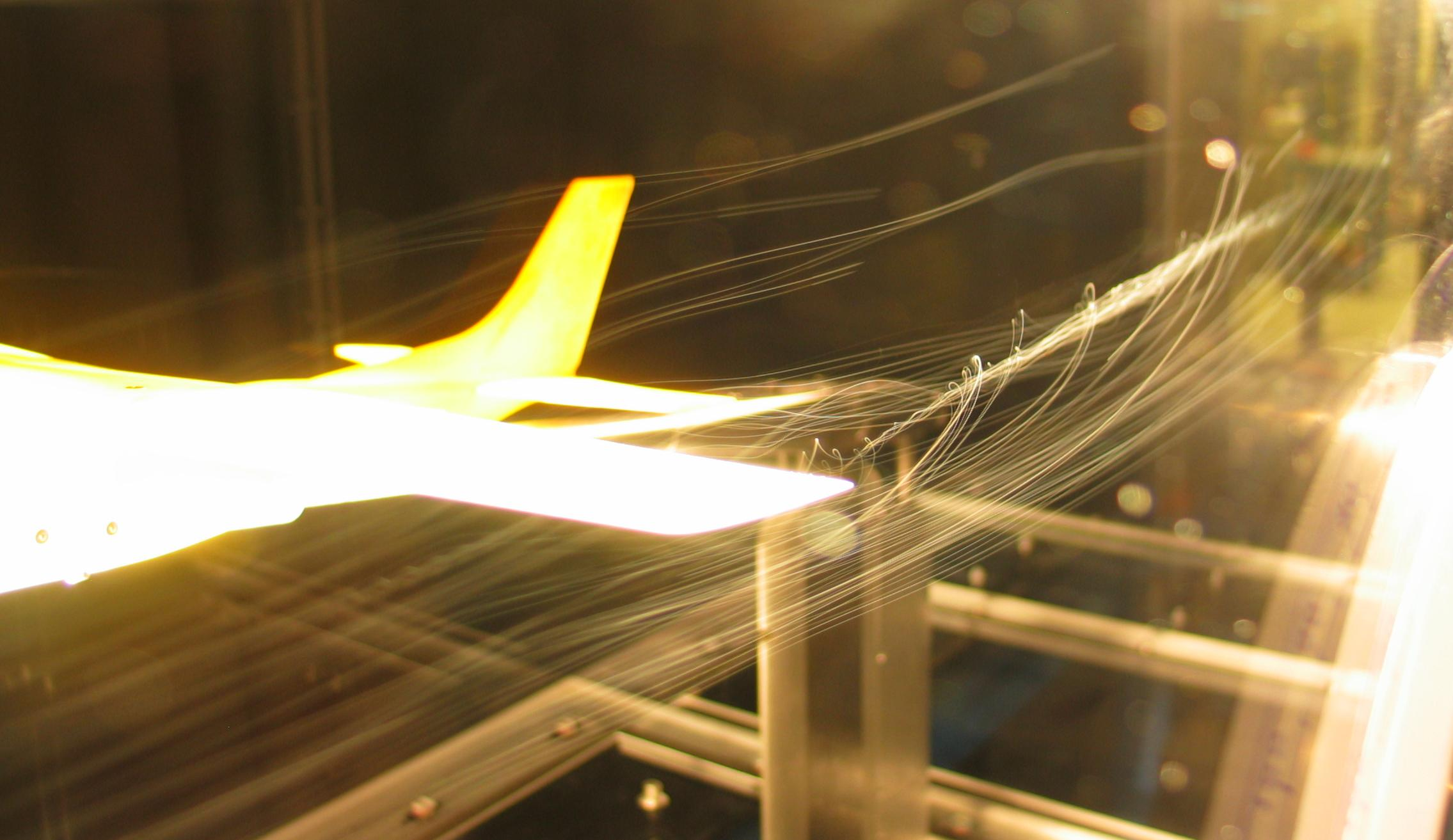
風洞内の煙によって可視化された翼端渦（セスナ 182の模型）

翼上面の気圧が翼下面の気圧より低いため、翼端では下面から上面に回り込もうとする渦流が発生する。飛行機が進行するにしたがってこの渦流が後方に残り、右翼端からは反時計回りの、左翼端からは時計回りの渦が発生する。
渦の大きさは航空機の重さ、速度、翼の形などによって異なる。機体が重く、低速であるほど大きな渦が発生する。
渦は発生後数分間持続し、時間が経過するとともにゆっくりと降下していく。さらに風に流されたり、降りてきた渦が地面でバウンドしたりする。通常は目視できないため、大型機のすぐ後を飛行または離着陸する小型機は注意を要する。また、先行機と後続機との重量に応じて、最低管制間隔を通常より大きく設けたり、無線通信により注意を促すなどの対策が採られている。
翼端渦による空気抵抗（誘導抗力）が燃費を悪化させることから、主翼端にウィングレットと呼ばれる小さな翼を取り付けることで影響を軽減させる設計手法もある。
後方乱気流を観測する手段としてレーザードップラー・レーダー（ドップラー・ライダー）で気流の密度の違いに基づく屈折率の変化から観測する方法がある。

## 事故例

### 後方乱気流が引き金となった航空事故

#### デルタ航空9570便墜落事故
1972年5月30日、テキサス州のグレーター・サウスウエスト国際空港で訓練飛行を行っていたデルタ航空9570便（マクドネル・ダグラス DC-9-14）が前方を飛行していたアメリカン航空のMD DC-10の後流に巻き込まれて墜落した。乗員4人は全員死亡した。この事故により中・小型機に対する後方乱気流の危険性が認識された。

#### 1991年アメリカ空軍KC-135エンジン脱落事故
1991年2月6日、サウジアラビアのキング・アブドゥルアズィーズ国際空港を離陸したアメリカ空軍のボーイング KC-135Eが前方を飛行していた別のKC-135の後方乱気流に巻き込まれて機体が90度以上左右に傾き、左主翼のエンジン2基が脱落した。パイロットは空港への引き返しを行い、緊急着陸に成功した。

#### アメリカン航空587便墜落事故
2001年11月12日、ニューヨークジョン・F・ケネディ国際空港発アメリカン航空587便サントドミンゴ行き（エアバスA300）は、離陸直後に墜落、乗員乗客260人全員と地上の住民5人が死亡という、同空港最悪の事故（米国内でも最悪級の事故）となった。この事故では、前方を飛行していた日本航空47便（ボーイング747）から発生した後方乱気流に遭遇した機体を操縦していた副操縦士が過剰なラダー操作を行ったことにより、垂直尾翼に設計限度以上の負荷がかかり脱落した。

#### 2008年メキシコ内務省チャーター機墜落事故
2008年11月4日、メキシコシティ国際空港へ着陸進入を行っていたメキシコ内務省のチャーター機（リアジェット45）が、前方を飛行していたメキシカーナ航空のボーイング767-300ERに接近しすぎてしまい、後方乱気流に巻き込まれ、制御不能に陥った。機体はメキシコシティ国際空港の手前に墜落し、乗員乗客9人と地上の7人が死亡。40人が以上が負傷した。パイロットが不適切な操縦をした結果、767に近づきすぎてしまった事が原因だった。